# Michael Spitzbart
Michael Spitzbart (* 30. September 1957 in Düsseldorf) ist ein deutscher Arzt, Vortragender und Autor medizinischer Ratgeber.

## Leben
Nach dem Medizinstudium in den USA und an den Universitäten Aachen, Tübingen, Göttingen, Düsseldorf und Erlangen absolvierte er nach längerer chirurgischer Tätigkeit die Ausbildung im Fachgebiet Urologie am Klinikum Nürnberg. 1991 promovierte er an der Universität Erlangen mit der Arbeit Der kniegelenksüberschreitende Bypass mit der ringverstärkten Polytetrafluorethylen-Prothese.
Spitzbart betreibt eine Privatpraxis in Pöndorf (Oberösterreich). Er ist verheiratet und hat vier Kinder.

## Kritik

### Äußerungen während der COVID-19-Pandemie
Spitzbart verbreitete falsche Informationen über das Coronavirus SARS-CoV-2. So stellte Spitzbart in einem Interview auf Youtube-Kanal Compact-TV die Behauptung auf, das Virus ließe sich durch Einnahme von Vitamin C abtöten, wofür es keinerlei wissenschaftlichen Beleg gibt. Deshalb wurde er im Standard auch als „Arzt ohne Schamgrenze“ bezeichnet. Außerdem behauptete Spitzbart, Corona wäre lediglich so gefährlich wie eine normale Grippe.
Correctiv konnte ebenso belegen, dass Michael Spitzbart über die Social-Media-Plattformen Facebook und Instagram falsche Behauptungen rund um Bill Gates und die Corona- bzw. Polio-Impfung verbreitet.

### Äußerungen zur HPV-Impfung
Über das soziale Netzwerk X verbreitete Spitzbart Behauptungen, die unter Wissenschaftlern und Medizinern für Kritik sorgten. Unter anderem warnte er vor der HPV-Impfung und stellte ohne diesbezügliche Evidenz in den Raum, dass diese zu Unfruchtbarkeit führen würde. Die Ärztekammer Oberösterreich leitete daraufhin ein Disziplinarverfahren ein.

## Schriften
- Fit Forever – 3 Säulen für ihre Leistungsfähigkeit. WESSP [Werbung und Engagement für Sport, Seminare und Publikationen], Nürnberg 2000, ISBN 3-934651-00-3.
- Fit Forever – Kochen. WESSP, Nürnberg 2000, ISBN 3-934651-01-1.
- Das Blut der Sieger. Warum ist man so, wie man isst? WESSP, Nürnberg 2000, ISBN 3-934651-04-6.
- mit Jörg Löhr und Ulrich Pramann: Mehr Energie fürs Leben. Mehr Power, mehr Lebensfreude, mehr Vitalität. Entdecken sie die Quellen ihrer Energie (= Fit for Fun/Südwest-Kursbuch). Südwest, München 2000, ISBN 3-517-06155-7.
- Rhetorisch fit! WESSP, Nürnberg 2002, ISBN 3-934651-25-9.
- Leben Sie Ihr Glück. Warum Sie alles haben, was Sie zum Glück brauchen, und wie Sie es nutzen. Power Your Life! (=Goldmann Taschenbuch; Band 16744/Mosaik bei Goldmann). Goldmann, München 2005, ISBN 3-442-16744-2.
- mit Martina Hahn-Hübner: Dr. Spitzbart’s Gesundheits-Praxis. Das Beste über bewusste Ernährung, mentale Stärke und körperliche Fitness. Riva, München 2005, ISBN 3-936994-16-1.
- mit Bennie Lindberg: Nordic Walking pur. WESSP, Nürnberg 2006, ISBN 3-934651-12-7.
- mit Marco von Münchhausen: Fit mit dem inneren Schweinehund. Illustrationen von Michael Wirth. Gräfe und Unzer, München 2007, ISBN 978-3-8338-0768-8.
- mit Thorsten Havener: Denken Sie nicht an einen blauen Elefanten. Die Macht der Gedanken. Rowohlt-Taschenbuch-Verlag, Reinbek bei Hamburg 2010, ISBN 978-3-499-62609-8.
- Erschöpfung und Depression. Wenn die Hormone verrücktspielen. Burnout-gefährdet? Ihr Blut verrät’s! Mit Stress-Test. Kösel Verlag, München 2012, ISBN 978-3-466-30953-5.
- Entschlüsseln Sie Ihren Gesundheitscode. Mit dem Minimumgesetz fit und vital ohne Chemie. Scorpio Verlag, München 2015, ISBN 978-3-95803-026-8.
- Vorwort zu: Klaus Kampmann: Tipps zum stressfreien Autofahren. Genial gelassen ankommen. Tredition, Hamburg 2017, ISBN 978-3-7323-2045-5.
- Schutz vor Krebs. Das Immunsystem stärken, gezielt vorbeugen und Krebs effektiv bekämpfen. Scorpio Verlag, München 2018, ISBN 978-3-95803-139-5.

## Audiovisuelle Ratgeber
- Erfolgsfaktor Gesundheit: Fit Forever. Bewegung, Ernährung, Denken. 4 x 90 Minuten Audioprogramm. GABAL, Offenbach 2000 (vier Tonkassetten).
- „Power Your Life!“ Expertenvortrag im Rahmen des 1. Wiener Wissensforums (= Gesundheit und Fitness). Informiert.TV Medien- & Verlagsgruppe, Deggendorf 2008 (DVD-Box).
- Entdecken Sie die 3 Säulen Ihrer Gesundheit, Bewegung – Ernährung – mentale Stärke (= Gesundheit zum Hören/Dr. Spitzbart’s Gesundheits-Sprechstunde). FID-Verlag Gesundheit, Bonn-Bad Godesberg 2008 (vier CDs). ISBN 978-3-932017-40-7.
- mit Thorsten Havener: Denken Sie nicht an einen blauen Elefanten! Die Macht der Gedanken. Lesung. Gelesen von Thorsten Havener und Peter Veit. Der Hörverlag, München 2010 (CD). ISBN 978-3-86717-587-6.
- mit Edgar K. Geffroy, Gabriel Palacios und Arnold Weissman: Expertenvorträge im Rahmen des 2. Schweizer Wissensforums (= Excellence Edition). Informiert.TV Medien- & Verlagsgruppe, Plattling 2013 (DVD-Box). ISBN 978-3-86868-336-3.